# Le Masque du démon
Pour plus de détails, voir Fiche technique et Distribution.
Le Masque du démon (La maschera del demonio) est un film d'épouvante gothique italien réalisé par Mario Bava et sorti en 1960.
Il s'agit d'une adaptation du conte fantastique  Vij de l'auteur russe Nicolas Gogol publié en 1835.

## Synopsis
Dans la principauté de Moldavie en 1630, la jeune aristocrate Asa et son amant Iavoutitch sont accusés de sorcellerie par un tribunal de l'Inquisition. Le tribunal, dirigé par le frère d'Asa, les fait marquer au fer rouge et les condamne à mourir sur le bûcher. Avant que la sentence ne soit exécutée, Asa maudit son frère et ses descendants. Des masques à pointes métalliques sont placés sur leurs visages respectifs, ce qui provoque leur mort. Un orage soudain empêche ensuite leur incinération. Le corps d'Asa est enterré dans le caveau familial d'une ancienne église, et celui de Iavoutitch dans un coin isolé d'un cimetière, dans une terre non consacrée.
Deux cents ans plus tard, la calèche du professeur Kruvajan et de son assistant Gorobec en route vers Moscou tombe en panne juste devant le tombeau de la sorcière Asa à cause d'une roue cassée. Les médecins visitent le tombeau. Asa est exposée dans un cercueil en pierre avec une ouverture sur son visage. À la tête du cercueil est fixée une grande croix de pierre dont la vue est censée conjurer la sorcière. Par curiosité, Kruvajan arrache le masque à pointes du visage d'Asa et se blesse à la main. De la blessure, du sang coule dans les orbites vides d'Asa. Lorsque Kruvajan est attaqué par une chauve-souris, il brise accidentellement la croix en pierre avec son bâton. Les médecins ne prêtent pas plus attention à l'incident. En quittant le tombeau, ils rencontrent Katia, la fille du prince Vaïda qui réside à proximité, qui promène ses chiens. Katia, une descendante du frère d'Asa, ressemble à s'y méprendre à la sorcière. Entre-temps, le cocher a réparé les dégâts et Kruvajan et Gorobec poursuivent leur voyage. Ils descendent dans une auberge voisine pour la nuit.
Grâce au sang de Kruvajan, Asa revient à la vie et appelle Iavoutitch hors de sa tombe. Iavoutitch hante le prince Vaïda dans son château, qui s'effondre. Katia envoie un serviteur à Kruvajan, mais celui-ci est assassiné en chemin. À sa place, Iavoutitch va chercher Kruvajan et le conduit dans le tombeau d'Asa par un passage secret situé sous le domaine. Asa mord Kruvajan et le transforme en vampire. Sous ses ordres, le professeur tue le prince.
Entre-temps, le serviteur du prince Vaïda est retrouvé mort et Kruvajan est porté disparu. Comme la description du cocher qui est venu chercher le professeur correspond également à Iavoutitch, Gorobec se rend sur la tombe de Iavoutitch en compagnie d'un prêtre. Ils ouvrent le cercueil dans lequel ils trouvent le professeur mort-vivant. Le prêtre tue le vampire avec un pieu en bois enfoncé dans l'œil. Iavoutitch enlève Katia et l'emmène dans le tombeau d'Asa, qui veut retrouver complètement sa force vitale grâce au sang de Katia. Constantin, le frère de Katia, tue Iavoutitch, mais perd sa propre vie dans l'opération. Gorobec arrive dans le tombeau, avec devant lui deux femmes à l'apparence identique. Il découvre alors le crucifix au cou de Katia ; alors qu'il tente de retenir Asa, son manteau qui s'ouvre révèle un corps partiellement décomposé et squelettique. Le prêtre arrive avec un groupe d'hommes du village. Ils attachent Asa à une échelle et la brûlent sur un bûcher. Alors qu'Asa se consume, la vie revient dans le corps de Katia.

## Fiche technique
- Titre original italien : La maschera del demonio[1]
- Titre français : Le Masque du démon[2]
- Réalisation : Mario Bava
- Scénario : Ennio De Concini et Mario Serandrei d'après le conte Vij de Nicolas Gogol
- Photographie : Mario Bava
- Montage : Mario Serandrei
- Musique : Roberto Nicolosi (it)
- Effets spéciaux : Mario Bava
- Décors : Giorgio Giovannini (it)
- Costumes : Tina Loriedo Grani
- Maquillage : Francesco Freda
- Production : Massimo De Rita, Lionello Santi, Arrigo Colombo, Giorgio Papi
- Sociétés de production : Jolly Film, Galatea Film
- Pays de production :  Italie
- Langue originale : italien
- Format : Noir et blanc • 1,66:1 • Son mono • 35 mm
- Genre : Épouvante gothique
- Durée : 87 minutes
- Date de sortie :
  - Italie : 11 août 1960
  - France : 29 mars 1961[2]
- Classification :
  - France : Tout public lors de sa sortie en salles mais déconseillé aux moins de 12 ans à la télévision
- Affiche : Giuliano Nistri (Italie)

## Distribution
- Barbara Steele (V.F : Nelly Benedetti) : La princesse Katia Vajda / La princesse Asa Vajda
- John Richardson (V.F : Marc Cassot) : Dr Andre Gorobec
- Andrea Checchi  V.F : Michel Gudin) : Dr Thomas Kruvajan
- Ivo Garrani (V.F : Louis Arbessier) : Prince Vajda
- Arturo Dominici (V.F : Michel Gatineau) : Igor Iavoutitch / Iavouto
- Enrico Olivieri (V.F :  Michel Francois) : Prince Constantin Vajda
- Antonio Pierfederici (it) (V.F : Jacques Beauchey) : le pope
- Tino Bianchi (V.F : Jean Berton) : Ivan, le domestique
- Clara Bindi (V.F : Helene Tossy) : L'aubergiste
- Germana Dominici : Sonia, la fille de l'aubergiste
- Mario Passante (it) : Nikita, le cocher
- Jean-Claude Michel : Voix du narrateur

## Production

### Genèse et développement

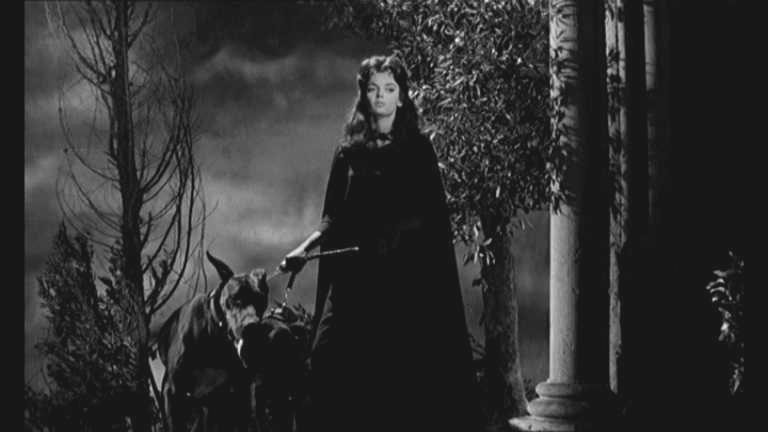
Barbara Steele dans une séquence du film.

De la fin des années 1950 au début des années 1960, la société de production italienne Galatea représente l'un des producteurs les plus actifs de films de genre. Elle initie le phénomène du péplum de l'époque avec ses productions Les Travaux d'Hercule (1958) et Hercule et la Reine de Lydie (1959), qui connaissent toutes deux le succès en salles aux États-Unis. La société produit aussi des films dans d'autres genres, comme le film de science-fiction Caltiki, le monstre immortel (1959), qui a connu un succès financier moindre. Après le succès des deux films avec Hercule, les distributeurs américains se disent prêts à financer l'avance sur recettes pour des films de genre italiens, même s'ils ne sont pas populaires en Italie. En plus de travailler sur les deux films avec Hercule, le chef opérateur Mario Bava a co-réalisé partiellement d'autres films sans être crédité, dont Caltiki, le monstre immortel et La Bataille de Marathon (1959), ce qui pousse le président de Galatea, Lionello Santi, à lui proposer de réaliser un film pour les marchés étrangers. La société de production Jolly Film s'associe à ce projet.
Selon le producteur Massimo De Rita, la légende selon laquelle Santi aurait approché Bava pour qu'il réalise un film basé sur une histoire de son choix après qu'il aurait été impressionné par son travail sur La Bataille de Marathon est apocryphe ; De Rita affirme que c'est lui qui a persuadé Santi de permettre à Bava de réaliser son propre film et qu'il a également supplié Santi d'augmenter le budget du film par rapport à ce qu'il pensait investir. En raison du succès récent du Cauchemar de Dracula de Terence Fisher pour la Hammer, Bava décide de réaliser un film d'épouvante. Pour faire bonne mesure avec Le Cauchemar de Dracula, Santi désire que le film soit tourné en Technicolor, mais Bava insiste pour tourner en noir et blanc ; il justifie ce choix à la fois sur le plan stylistique et pratique, car les séquences de transformation du maquillage nécessitent des lumières rouges et vertes spéciales qui les rendent impossibles à filmer en couleur. Spécifiquement, l'effet visuel employé par Mario Bava pour corrompre les traits de Barbara Steele dans la séquence finale est un savant jeu de lumières colorées filtrant des sinuosités dessinées sur le visage de l'actrice et dévoilées par un éclairage dégressif de même teinte, l'effet n'étant possible qu'en tournage photo noir et blanc. Cet effet est par ailleurs le même que Rouben Mamoulian utilise dans sa version de Docteur Jekyll et M. Hyde.
Le budget s'élève à environ 145 millions de lires, ce qui représente un point médian entre le coût d'un péplum moyen (environ 300 millions de lires) et les petits films de genre conçus pour les marchés périphériques, qui tournent facilement autour d'un budget de 70 millions de lires. Il convient de noter que cet argent n'est pas dépensé directement par Galatea et Jolly : en fait, Galatea a stipulé un contrat de prévente de 60 millions de lires avec le distributeur italien Unidis, tandis que 8 millions de lires proviennent de la Banca Nazionale del Lavoro, où les prêts à taux réduit aux producteurs italiens ont été rendus possibles par le gouvernement italien.

### Scénario et pré-production

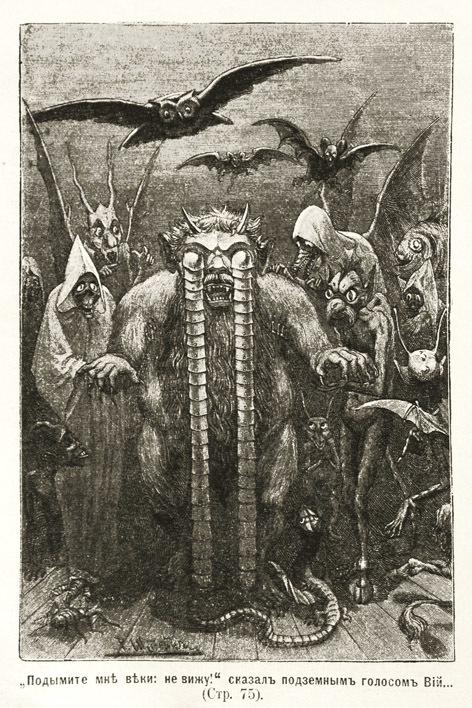
Dessin issu de l'édition russe de 1901 de Vij. L'illustration met en scène le chef des gnomes dont les lourdes paupières pendent jusqu'au sol.

Bava choisit de baser son projet sur le conte Vij de Nicolas Gogol, publié pour la première fois en 1835 dans le recueil Mirgorod. L'histoire raconte la rencontre d'un groupe d'étudiants avec une vieille sorcière capable de se transformer en une belle femme. La mort de la sorcière convoque le Vij, le chef des gnomes, au visage de fer et aux yeux capables de pénétrer les barrières spirituelles, recouverts de lourdes paupières qui pendent jusqu'au sol. Bava lisait fréquemment cette histoire à ses enfants pour les endormir. Sa première ébauche du scénario, un traitement de quatre pages intitulé Il Vij, est datée du 1er septembre 1959 et suit de près l'histoire originale de Gogol. Transposant l'histoire à notre époque, elle raconte l'histoire d'un jeune couple marié qui tombe sur une église abandonnée et rencontre un vieil homme qui leur raconte l'histoire de la fille d'un centurion. Celle-ci se métamorphose en sorcière la nuit pour harceler un philosophe, qui finit par la battre à mort. La sorcière morte-vivante fait alors appel au Vij pour effacer l'âme du philosophe de son corps. À la fin de l'histoire, il est révélé que le couple est une réincarnation du philosophe et de la sorcière, qui déclare qu'elle le hantera à jamais.
Santi juge l'écriture de Bava insatisfaisante et engage le scénariste principal de Galatea, Ennio De Concini, qui avait coécrit les deux films avec Hercule ainsi que La Bataille de Marathon, pour aider le réalisateur à transformer son concept en un scénario exploitable. De nombreux thèmes du film présentent des ressemblances avec les péplums de De Concini, notamment le blasphème des lieux saints, l'effondrement d'une entité souveraine décadente et l'attribution à une même actrice d'un double rôle symbolisant le bien et le mal, comme ce fut le cas pour Silvana Mangano dans Ulysse (1954). Selon Sergio Leone, De Concini « était bien meilleur pour improviser des histoires, en direct, devant les producteurs, que pour les écrire » ; ceci, ajouté à son curriculum vitae très prolifique, conduit le biographe de Bava, Tim Lucas, à croire que si De Concini a apporté de nombreuses idées à ce qui allait devenir Le Masque du démon, il n'a pas fait grand-chose pour le scénario proprement dit, que Lucas attribue à Marcello Coscia, qui a coécrit le premier film de science-fiction de Bava, Le danger vient de l'espace (1958).
Le générique du film ne mentionne que De Concini et le monteur du film, Mario Serandrei, comme scénaristes ; des documents officiels archivés à la bibliothèque du Centro sperimentale di cinematografia (CSC) de Rome créditent Bava, Serandrei, De Concini et Coscia, ainsi que Dino De Palma ; d'autres documents créditent également Fede Arnaud, Domenico Bernabei, Walter Bedogni, Lucia Torelli et Maria Nota. Dans le film, les références à Vij qui en résulte sont pour la plupart superficielles : les personnages du film, Andreï Gorobec, Choma Kruvajan et Iavoutitch, sont nommés d'après les personnages de l'histoire, Gorobets, Khoma Brutus et Iavtoukh, tandis que le village de Mirgorod partage son nom avec la collection dans laquelle le conte de Gogol est paru. Une chapelle en ruine figure en bonne place dans les deux œuvres, de même que la transformation d'une sorcière en une belle jeune femme ; le « masque du démon » en bronze martelé sur les visages d'Asa et de Iavoutitch est une référence possible au visage et aux paupières en fer de Vij.
Pendant la phase d'écriture du scénario, le titre du film a été changé de Il Vij à La maschera del demonio pour capitaliser sur le succès de deux autres films d'horreur : L'Homme au masque de cire (1953) (sorti en Italie sous le titre La maschera di cera) et Frankenstein s'est échappé (1957) (La maschera di Frankenstein). La Commission ministérielle de révision, à laquelle tous les scénarios de films italiens devaient être soumis pour examen, a fait remarquer que le scénario du Masque du démon « est tellement rempli de sorcières, de vampires, de squelettes, de fantômes, avec son lot de meurtres et de cadavres, que [Le Cauchemar de Dracula de Fisher] ressemble à un spectacle pour enfants quand on compare l'un à l'autre ».
Bava a dessiné de nombreux storyboards, au cours desquels il a développé le style visuel du film en se basant sur ses travaux antérieurs en tant que chef opérateur et co-réalisateur. Lucas note que le film comporte un leitmotiv lié au regard et à la vision, ainsi qu'à l'altération de ces deux éléments, comme le plan subjectif d'Asa regardant les clous du « masque du démon » alors qu'on le rapproche d'elle, le coup de foudre d'un regard d'Andreï pour Katia, ainsi que Kruvajan transpercé d'un pieu dans l'œil ; il comporte également une résonance dans le choix de la première et de la dernière image, puisque toutes deux représentent des flammes qui vont consumer Asa. S'inspirant des deux films qu'il avait co-réalisés avec Riccardo Freda, Les Vampires (1957) et Caltiki, Bava se sert de Le Masque du démon pour développer son utilisation fréquente des flashbacks ou autres parenthèses scénaristiques afin d'étendre la portée de ses films au-delà de leurs contraintes narratives et budgétaires ; dans ce cas, la mort d'une descendante d'Asa qui lui ressemble étrangement, Masha, est utilisée pour souligner le pouvoir qu'Asa continue d'exercer sur la famille même avant sa résurrection. Dans le storyboard, le martèlement du « masque du démon » devait à l'origine inclure un plan des clous du masque perçant le bois du poteau auquel Asa est attachée, amplifiant ainsi la violence de la scène.

### Attribution des rôles

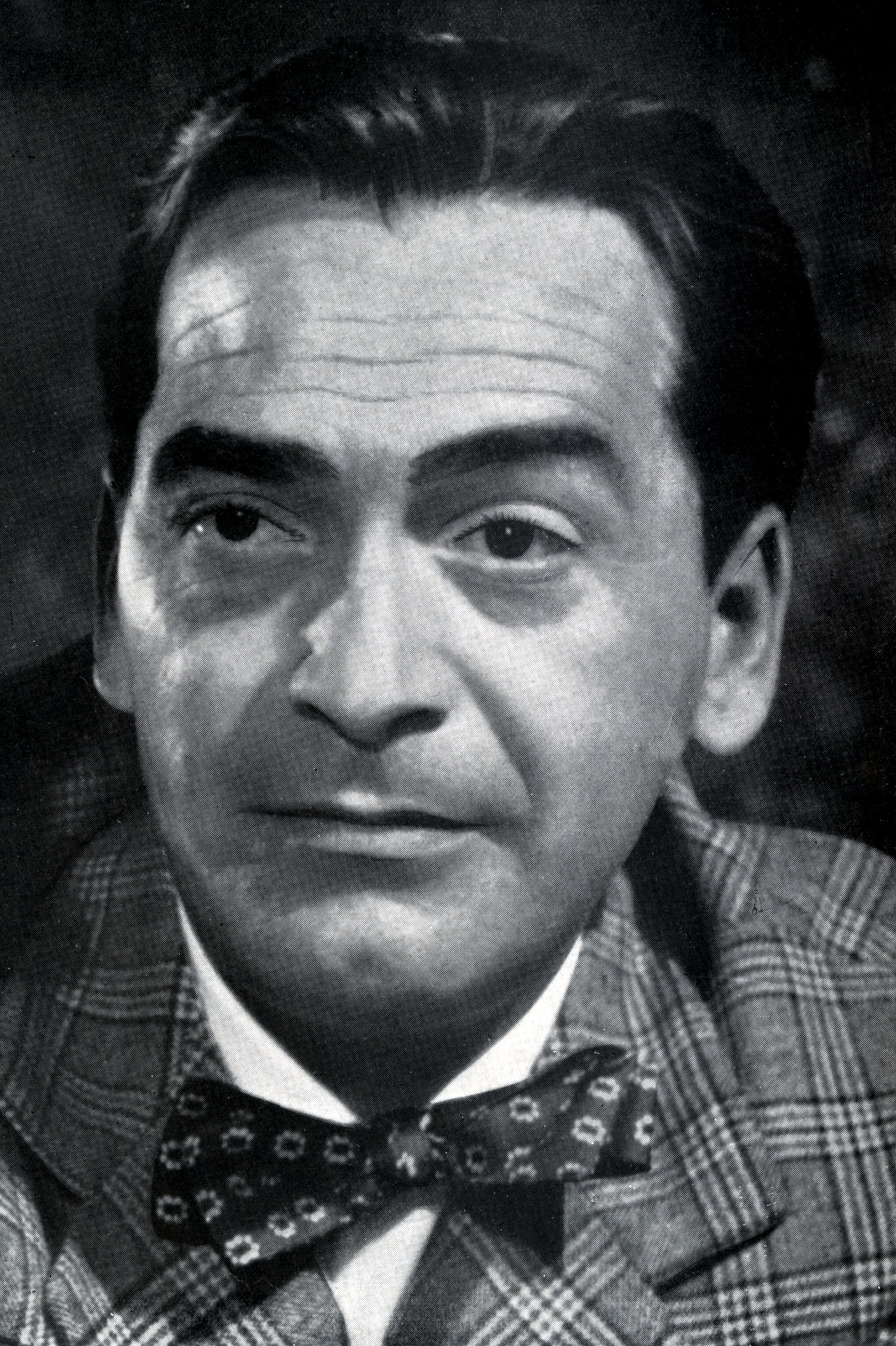
Andrea Checchi tient le premier rôle tenu par un acteur italien dans le film : celui du Dr Thomas Kruvajan.

Bava estime que Le Masque du démon a besoin d'acteurs britanniques pour convaincre le public qu'il va voir un film aussi fort que Le Cauchemar de Dracula. Barbara Steele est choisie pour interpréter le double rôle d'Asa et de Katia Vajda. Elle avait auparavant joué dans plusieurs films pour The Rank Organisation, dont Six Filles et un garçon (1958), Opération Scotland Yard et Entrée de service (tous deux en 1959), avant que Rank ne vende son contrat à la 20th Century Fox. Steele a rarement travaillé aux États-Unis : elle a été choisie pour jouer face à Elvis Presley dans le western Les Rôdeurs de la plaine, mais une brouille avec le réalisateur Don Siegel l'a fait remplacer dès la première semaine de tournage par Barbara Eden. Après une grève de la Screen Actors Guild en mars 1960, qui la laissa libre de poursuivre ses propres intérêts, elle se rendit en Italie, ce qui lui valut d'être auditionnée pour Le Masque du démon. Deux récits décrivent la façon dont Steele fut sélectionnée pour le film : l'un suggère que Bava, alors qu'il parcourait les portraits d'acteurs britanniques sous contrat avec la Fox, choisit Steele parmi ces photos. Steele, quant à elle, se souvient que Bava l'a retrouvée après avoir été captivé par des photos d'elle dans une séance photo du magazine Life. Bava a ensuite déclaré que Steele « avait le visage idéal pour mes films ».
Le rôle d'Andreï, l'amoureux de Katia, est confié à John Richardson. Collègue de Steele qui avait également joué dans Opération Scotland Yard et Six Filles et un garçon, le contrat de Richardson avec Rank avait également été vendu à la Fox et il était venu en Italie à la recherche d'un emploi dans le cinéma ; à cette époque, lui et Steele étaient représentés par le même agent de William Morris Endeavor,. Parmi les membres italiens de la distribution figure Andrea Checchi, qui avait déjà travaillé dans diverses productions italiennes, dont La Dame sans camélia (1953) de Michelangelo Antonioni. Checchi est ensuite apparu dans deux autres films en 1960 : La ciociara de Vittorio De Sica avec Sophia Loren et Jean-Paul Belmondo, et Le Diabolique Docteur Mabuse, le dernier film de Fritz Lang. Arturo Dominici, qui avait déjà joué Eurysthée dans Les Travaux d'Hercule et Nieto dans Caltiki, le monstre immortel, incarne ici Iavoutitch ; sa fille Germana joue également le rôle de Sonia, la fille de l'aubergiste,,.
Ivo Garrani, qui joue le rôle du prince Vajda, était un vétéran des films précédents photographiés par Bava ; l'acteur a déclaré que le comportement de son ami sur le plateau avait peu changé lors de sa transition vers la réalisation à plein temps, « parce que Mario était déjà un réalisateur. Il l'avait prouvé dans les films que nous avions faits ensemble auparavant, puisqu'il se retrouvait toujours en train de réaliser et de sauver les films des autres. C'était donc tout naturel de le voir enfin dans le fauteuil du réalisateur. Mais Mario était aussi très timide, il avait toujours tendance à se sous-estimer. On ne pouvait jamais lui faire un compliment. Il disait toujours : "Allez Ivo, qu'est-ce que tu racontes ? Sois sérieux". Mais il était unique, et nous le savions tous ».

### Tournage

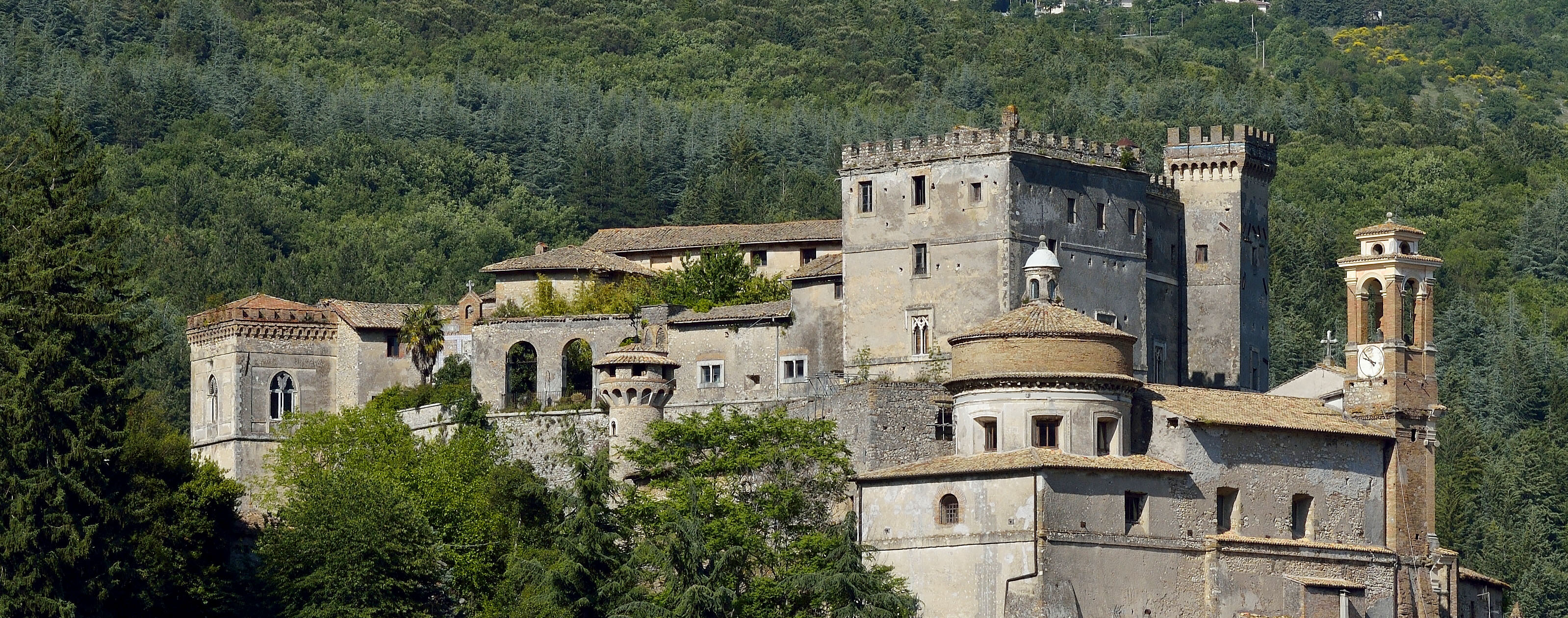
Le Masque du démon est partiellement tourné au château Massimo à Arsoli.

Selon Lucas, le tournage du Masque du démon dure environ six semaines - un temps moyen pour une production Galatea, mais plus long que les trois à quatre semaines normalement allouées aux films italiens de l'époque - du 28 mars 1960 au 7 mai. L'essayiste et critique de cinéma Roberto Curti déclare quant à lui que le tournage a commencé en juin et a duré sept semaines. Une grande partie du film est tournée dans les studios de Scalera Film, avec des extérieurs et quelques intérieurs tournés au Château Massimo à Arsoli,. Bien que le film soit tourné en noir et blanc, Bava permet que de nombreuses photos de production et de publicité soient photographiées en couleur ; ces photos sont représentatives des choix d'éclairage que Bava et son équipe font pour le film, et ne sont pas arrangées pour accommoder le photographe.
Govoni se souvient du tournage comme d'une expérience « très fatigante » caractérisée par de longues heures de travail. Lucas pense que cela est en partie dû au fait que le film est entré en production prématurément, sans révision approfondie du scénario ni prise en compte de certaines logistiques de tournage, ce qui incite Bava à se fier à son instinct et à improviser ; cela se traduit par le fait qu'Asa et Iavoutitch sont décrits ou représentés de diverses manières tout au long du film comme des sorcières, des satanistes et/ou des vampires. Steele et Dominici sont initialement équipés d'accessoires de crocs qui n'apparaissent pas dans le film final : Bava se souvient avoir finalement demandé aux acteurs de s'en débarrasser en raison de leur aspect cliché, tandis que Govoni déclare que les crocs ont été conservés pendant le tournage, mais que « Serandrei a coupé autour d'eux » pendant le montage. La plupart des acteurs récitent leurs dialogues en anglais, à l'exception de Checchi et des Dominici. Govoni se souvient que même si la traduction du texte original italien que les acteurs ont reçu pour travailler était grossière, ils s'y sont généralement tenus. L'exhaustivité du scénario de tournage du film n'est pas claire : alors que Govoni affirme avoir lu une version complète du scénario en italien avant sa traduction en anglais, Steele déclare que les acteurs n'ont reçu leurs pages de scénario qu'avant le tournage d'une scène, ce qui renforce l'hypothèse de Lucas selon laquelle une grande partie du film a été improvisée ou fréquemment réécrite pendant le tournage . Curti note qu'une copie complète, traduite en anglais, du scénario fait partie des documents liés au film archivés à la bibliothèque du CSC.
Tout au long du tournage, il s'avère difficile de travailler avec Steele ; Govoni l'a décrite plus tard comme une « personne étrange et névrosée » et Bava dit que « Steele était à moitié folle, effrayée par les Italiens ». L'actrice manque souvent ses heures d'appel ou refuse d'arriver sur le plateau en raison de malentendus : dans le premier cas, Arturo Dominici s'est évanoui sous son costume pendant que l'équipe attendait son arrivée, ce qui a incité l'acteur à dire à Bava avec colère : « Pour qui se prend-elle ? Marilyn Monroe ? ». Un exemple de malentendu est que Steele croyait en une rumeur selon laquelle Bava avait inventé une pellicule spéciale qui faisait apparaître ses sujets nus. Le critique et éditeur Martyn Conterio considère que de nombreux souvenirs de Steele sur la production du film ne sont pas fiables. Elle affirme notamment que le film est tourné en hiver et que tout le monde sur le plateau porte des costumes en noir et blanc, ce qui est faux dans les deux cas. Steele admet plus tard dans sa vie sa mauvaise conduite pendant le tournage du film et fait remarquer que vers la fin du tournage, elle et Richardson étaient sujets à des crises de rire nerveux en raison du stress qu'ils avaient accumulé au cours du tournage.

« Dieu sait que j'étais assez difficile. Je n'aimais pas mes crocs - je les ai fait changer trois fois. Je détestais ma perruque - je l'ai changée quatre fois. Je ne comprenais pas l'italien. Je ne voulais pas jouer une valse de Chopin. Je ne voulais certainement pas qu'ils déchirent ma robe et exposent mes seins, alors ils ont fait venir une doublure que je n'aimais pas du tout, alors j'ai fini par le faire quand même - ivre, à peine majeure, embarrassée et pas très facile à vivre. »

Bien que Bava soit crédité en tant que directeur de la photographie du film, Govoni déclare que le cadreur Ubaldo Terzano est le véritable chef opérateur, et insiste sur le fait qu'il a éclairé les décors « si parfaitement que Bava a rarement eu à le corriger ». Lucas est d'accord sur ce point, notant que si Bava fournit des storyboards et ajuste occasionnellement les lumières et les objectifs, Terzano contrôle largement les prises qui seraient imprimées.
La dernière semaine de tournage est réservée aux effets spéciaux et aux travellings, pour lesquels Bava a pu utiliser une dolly, ce qui est rare dans de sa carrière de réalisateur,. Dans une scène où Iavoutitch semble flotter vers le prince Vajda, Dominici est filmé en gros plan alors qu'il est tiré par une autre dolly de fortune. Une scène ultérieure, dans laquelle Katia et Constantin regardent le visage de leur père mort, utilise un pivot à 180o, réalisé à l'aide d'une caméra spécialement adaptée et modifiée par Eugenio, le père de Bava, qui comprend un système de guidage capable de faire tourner la caméra sur son axe. Son mouvement est si imperceptible que Garrani pensait que le pivot avait été réalisé par montage.

#### Trucages et effets spéciaux

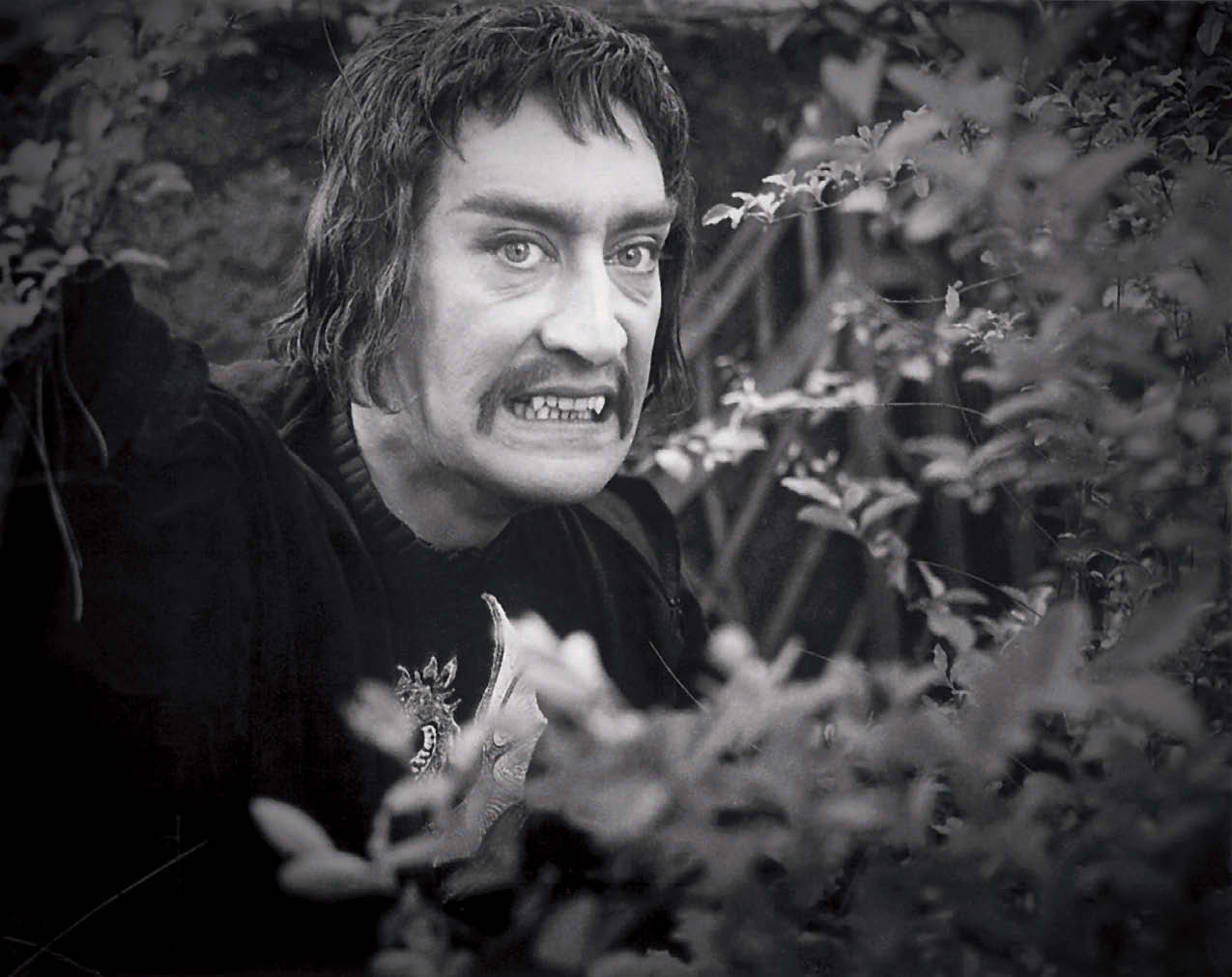
Arturo Dominici dans une scène du film.

Eugenio Bava développe plusieurs des effets visuels utilisés dans le film, notamment une tête de cire articulée avec un intérieur mécanisé, utilisée pour représenter la tête du prince Vajda alors qu'elle est brûlée dans une cheminée, et un masque en mousse de latex du visage d'Asa, qu'il a fabriqué à partir de photos de Steele sans avoir à faire un moulage sur nature,. Pour créer l'illusion que les yeux d'Asa se régénèrent dans leurs orbites, on a construit une section de la tombe du personnage contenant une zone creuse sous le masque, dans laquelle on a mis de la soupe à la tomate et du riz pour simuler le sang et des asticots. Eugenio a également conçu le « masque du démon » utilisé dans le film. Deux versions de chaque masque ont été réalisées - l'une coulée en bronze et l'autre étant un substitut en caoutchouc à utiliser lorsqu'il est porté par les acteurs. Mario Bava s'est souvenu qu'après la sortie du film, il avait reçu plusieurs offres pour le masque.
La plupart des scènes représentant des promenades en calèche ont été tournées à Scalera. En raison de la petite taille du plateau utilisé, les forêts ont été suggérées en filmant du verre peint avec des traces noires et complétées par des morceaux de bois mort et des fougères au premier plan ; de la fumée est en outre répandue à travers le studio pour rendre plus réaliste un panorama. Ces scènes sont montées avec des extérieurs réels tournés près du château Massimo pour leur donner de la crédibilité ; comme les extérieurs sont tournés en nuit américaine, Bava camoufle la lumière du soleil par des arbres morts placés au premier plan. Lorsque Steele doit interpréter Asa et Katia dans le même cadre, bava utilise la double-exposition et le verre peint pour filmer le bord dentelé de la tombe. D'autres exemples du travail de verre peint de Bava dans le film sont un plan extérieur de Château Vajda où une fenêtre est éclairée par la lune, et un plan subjectif de la fosse à pieu au-dessus de laquelle Andrej et Javutich se battent. Lorsque Javutich semble se matérialiser devant Constantin, Dominici se tient hors champ et son reflet est renvoyé par un miroir vers une partie noire du tableau d'Asa.
La scène dans laquelle Asa touche Katia et aspire sa jeunesse reprend un effet que Bava avait déjà utilisé dans Les Vampires. Des rides ont été dessinées sur le visage de Steele avec un crayon gras rouge, tandis que du fard est appliqué autour de ses yeux et sur ses joues pour leur donner un air maussade. Ces rides étaient initialement invisibles sous l'éclairage rouge, mais devenaient de plus en plus visibles lorsque des lumières vertes étaient progressivement installées à leur place. L'explosion de la tombe d'Asa est un effet miniature ; des morceaux du couvercle sont retirés par des fils fins pour révéler une poupée d'Asa à l'intérieur.

## Exploitation
Après avoir été accepté sans coupure par la Commission de censure, le film sort en salles en Italie sous le nom de La maschera del demonio le 11 août 1960, distribué par Unidis,. Le film a rapporté 139 millions de lires italiennes lors de sa sortie nationale. Bien que Curti ait qualifié cette performance commerciale de « plutôt limitée », le film a rapidement fait de Steele une vedette du cinéma en Italie. Sa popularité a influencé d'autres films italiens, tels que Un beau châssis (1962), où Ugo Tognazzi joue le rôle d'un amateur d'épouvante impressionnable qui est terrifié par Le Masque du démon. En France, le film est distribué en salles la même année par le Comptoir Français du Film.

### Accueil critique
Curti écrit que les critiques de cinéma italiens de l'époque ont « assassiné » Le Masque du démon, bien que certains aient complimenté sa photographie. En France, Fereydoun Hoveida des Cahiers du Cinéma plébiscite le film pour l'extrême mobilité de ses mouvements de caméra, et la façon dont le style visuel de Bava crée une dimension fantastique et poétique ; il a déclaré que Bava était un auteur de cinéma immédiat avec « l'âme d'un peintre » ,,. Jean-Paul Torok de Positif a également fait l'éloge du film ; Steele a fait la une du numéro de juillet 1961 du magazine.
D'après Morando Morandini, « Il s'agit des débuts de mise en scène de Bava, grand chef opérateur et brillant magicien des trucages qui, s'appuyant sur un décor évocateur, rehaussé par une photographie virtuose qui détermine l'ambiance, les espaces et les émotions, se livre ici à un exercice de nécrophilie délirante ».
D'après Paolo Mereghetti, « Plebiscité par les cinéphiles anglais et français (...) il reste encore à moitié inconnu dans son propre pays (...) Il a été un modèle pour de nombreux réalisateurs d'épouvante italiens ».

## Postérité et influence

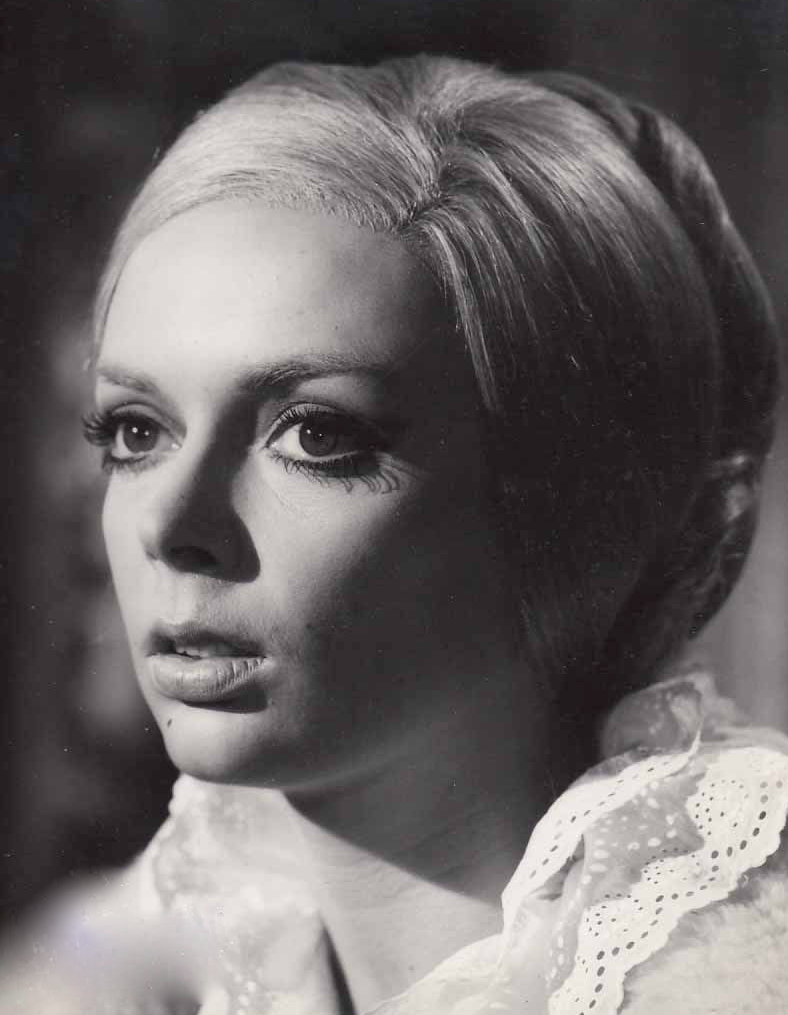
Barbara Steele en 1965. Son rôle dans Le Masque du démon lui a permis de jouer dans de nombreux films d'épouvante des années 1960 et 1970.

Lamberto, le fils de Bava, se souvient qu'après la sortie du Masque du démon, les producteurs ont commencé à demander à son père d'autres films de genre. À la fin des années 1960, le producteur Lawrence Woolner a contacté Bava pour refaire Le Masque du démon en couleur ; le projet ne s'est jamais concrétisé. Vij sera de nouveau adapté à l'écran en 1967 en Union soviétique avec Vij de Konstantine Ierchov et Gueorgui Kropatchiov et plus tard en 1990 en Yougoslavie sous le titre Sveto mesto de Đorđe Kadijević. En 1989, Lamberto Bava réalise un film intitulé Le Masque de Satan ; il ne s'agit pas d'un remake du Masque du démon, mais d'une adaptation du conte de Gogol dans un contexte contemporain.
Après la sortie du Masque du démon, Steele devient ce que Kim Newman décrit comme une « icône de l'épouvante italienne », apparaissant dans plusieurs films d'épouvante, tels que La Chambre des tortures (1961) de Roger Corman, L'Effroyable Secret du docteur Hichcock (1962) et Le Spectre du professeur Hichcock (1963) de Riccardo Freda,. Bava a demandé à Steele, par l'intermédiaire de ses agents, d'incarner Nevenka dans son film Le Corps et le Fouet ; ils ont rejeté l'offre. Lorsqu'elle est interrogée à ce sujet en 2002, Steele déclare que l'invitation ne lui est jamais parvenue, mais qu'elle aurait été très heureuse de l'accepter. Steele apparaît ensuite dans davantage de comédies et de films d'auteur européens, tels que Huit et demi de Federico Fellini (1963), et déclare plus tard : « C'était très difficile pour moi de faire tous ces films d'épouvante à cette période particulière de ma vie. Ce qui est difficile, c'est que la plupart des réalisateurs exigent des excès dans le jeu des acteurs. Ils veulent une réaction très expressive à tout moment, ce qui est bien pour une prise, mais ce qui semble un peu excessif à la longue [...] c'est difficile pour une femme de faire cela »,. Steele a déclaré plus tard que Le Masque du démon « était probablement le meilleur film de ce genre que j'ai fait, mais je ne pense pas que c'était le meilleur pour moi en tant qu'actrice. Image par image, c'est tellement beau... mais n'importe qui aurait pu jouer le rôle de cette fille ».
L'imagerie sur le thème de l'inquisition de la scène d'ouverture du Masque du démon a été évoquée dans de nombreux films d'épouvante tout au long des années 1960 et au-delà, notamment Le Baron de la terreur (1962) de Chano Urueta, La Crypte du vampire (1964) de Camillo Mastrocinque, Vierges pour le bourreau (1964) de Massimo Pupillo, La Sœur de Satan (1966) de Michael Reeves et Le Vampire et le Sang des vierges (1967) de Harald Reinl. Tim Burton a utilisé des images du film dans Sleepy Hollow, la légende du cavalier sans tête (1999), notamment dans la scène où Lisa Marie émerge d'une vierge de fer avec le visage perforé à la manière d'Asa. Burton avait désigné Bava comme une influence majeure sur son travail, déclarant que « l'un des films qui me hante le plus est sans doute Le Masque du démon ». Burton a présenté le film dans le cadre de la soirée Monsterfest d'AMC en octobre 1998.
Le Masque du démon marque une augmentation du niveau de violence montrée à l'écran. Avant le film de Bava, les premiers films de la Hammer de Fisher avaient tenté de repousser les limites ; Frankenstein s'est échappé se servait du maquillage pour rendre la sauvagerie du monstre, Le Cauchemar de Dracula a vu ses scènes les plus sanglantes coupées par le British Board of Film Censors, et la violence du Chien des Baskerville (1959) s'exprimait dans le cadre même de la narration. La violence dans Psychose (1960) d'Alfred Hitchcock, sorti une semaine plus tôt que Le Masque du démon, était représentée par la suggestion, la célèbre scène de la douche faisant appel à un montage rapide. Ce niveau de violence se retrouvera plus tard dans d'autres films de genre italiens, tels que le western spaghetti et le giallo, notamment Six Femmes pour l'assassin (1964) de Bava et les gialli de Dario Argento et Lucio Fulci. Le Masque du démon s'attache à combiner érotisme et épouvante, en particulier l'érotisme d'un corps torturé - une tendance que suivront d'autres cinéastes d'horreur européens comme Jean Rollin et Jesús Franco.